# 63,5 mm armata Baranowskiego
63,5 mm armata desantowa Baranowskiego – rosyjskie działo konstrukcji Władimira Baranowskiego, strzelające amunicją zespoloną, którego można było używać na podstawie okrętowej lub na lawecie polowej. Jedna z pierwszych armat z łożem wyposażonym w oporopowrotnik. Wykorzystywane głównie przez kompanie desantowe okrętów carskiej floty.

## Konstrukcja i dane techniczne
Działo miało zamek śrubowy z mechanizmem uderzeniowym napinającym się samoczynnie przy otwieraniu zamka; w przypadku niewypału bijnik można było napiąć ponownie bez otwierania zamka. Zamek wyposażony był w wyrzutnik łusek oraz bezpiecznik eliminujący możliwość oddania strzału w przypadku niecałkowitego jego zamknięcia. Konstrukcja ta była, jak na swoje czasy, bardzo nowoczesna i miała wiele cech wykorzystywanych przez późniejsze konstrukcje.
Działo miało kaliber 63,5 mm (2,5 cala), lufę o długości 1260 mm (19,8 kal.), o długości przewodu lufy 1070 mm, z czego 778 mm było gwintowane. Liczba bruzd gwintu wynosiła 20, a skok 1/30 kalibrów. Masa lufy wynosiła 106 kg, z czego sam zamek 8,4 kg. Lufa była stalowa, otoczona płaszczem z czopami, można ją było łatwo przenieść z podstawy na podstawę. By zdjąć działo z podstawy morskiej i przenieść na lawetę kołową wystarczyło poluzować jeden uchwyt.
Lawety kołowe w zależności od wersji różniły się detalami konstrukcji, ale wszystkie wyposażone były w hydrauliczny opornik i sprężynowy powrotnik, oraz śrubowy układ podniesienia. Podstawę morską stanowił cokół przytwierdzany bezpośrednio do pokładu okrętu za pomocą trzech śrub. W cokole umieszczony był pionowy oporopowrotnik, z hydraulicznym opornikiem na dole i zamontowanym nad nim sprężynowym powrotnikiem. Śrubowy mechanizm podniesieniowy pozwalał na prowadzenie ognia w zakresie -10° do +20° podniesienia lufy. Przy montowaniu działa na łodzi, spoczywało ono na lawecie kołowej, przy czym same koła zdejmowano, osie mocowano w specjalnych uchwytach na burtach, a ogon łoża – do dna łodzi.
Wysoką szybkostrzelność działo zawdzięczało m.in. użyciu naboi zespolonych. Łuski wykonywano ze zwijanej blachy, z przytwierdzanym stalowym dnem, w którym znajdowało się gniazdo zapłonnika. Ta niedoskonała technologia budziła obawy, co do wytrzymałości nabojów – podczas kampanii w 1877 roku, część łusek uległa uszkodzeniom. W 1879 roku, podczas testowania takiego uszkodzonego naboju, zginął konstruktor działa.
Do armaty używano wybuchowych granatów o masie 2,55 kg z 90 gramowym ładunkiem prochu oraz 3-kilogramowych szrapneli z ładunkiem 56 kul i dziesięciosekundowym opóźniaczem. Maksymalny dystans strzału wynosił 1830 m, przy 372 m/s prędkości wylotowej i kącie podniesienia lufy 10° dla granatu, lub odpowiednio 329 m/s i 6° dla szrapnela.

## Historia konstrukcji i użycia

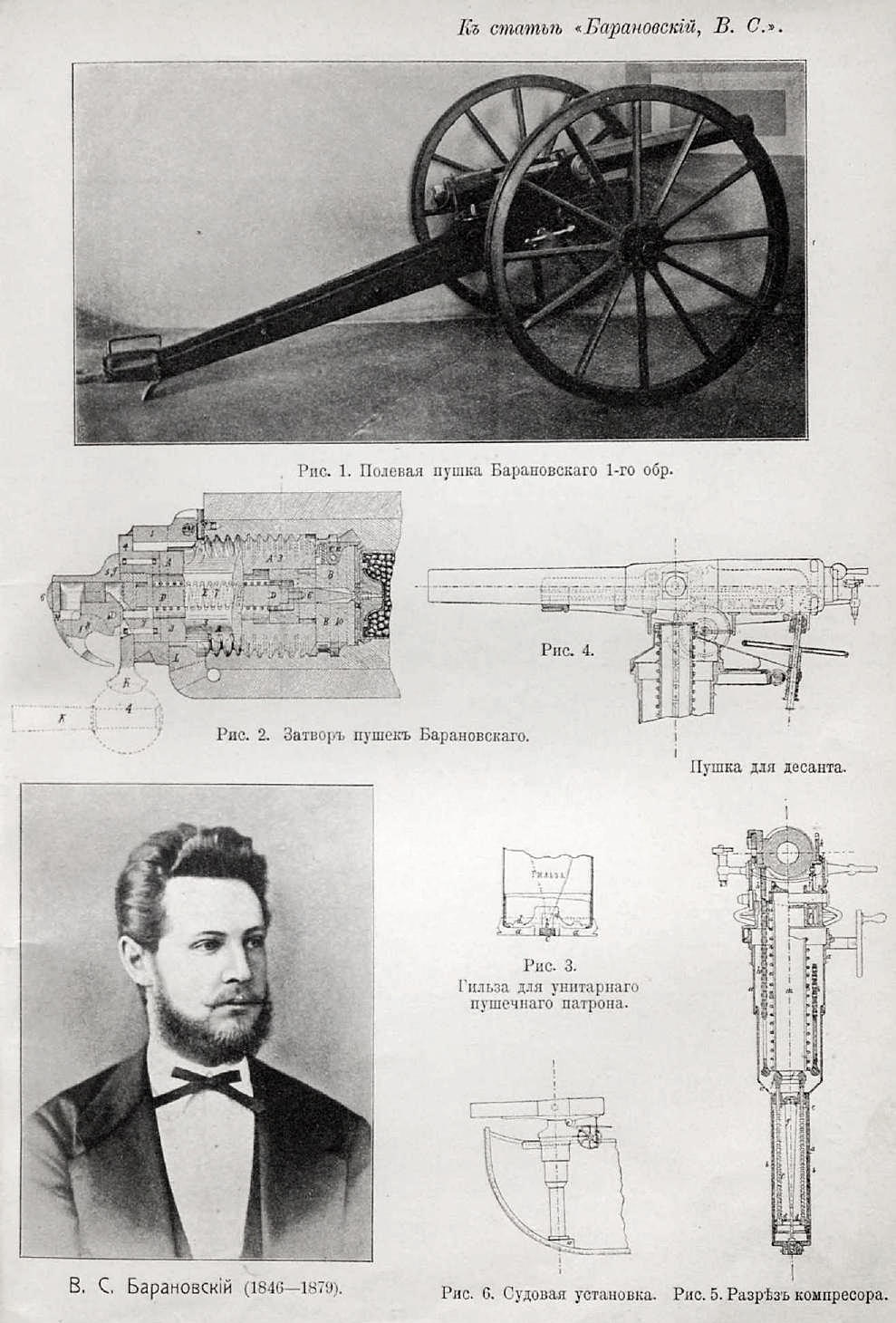
Działo na podstawie kołowej, przekroje zamka i cokołu morskiego z oporopowrotnikiem oraz konstruktor broni, Władimir Baranowski

Działo skonstruował Władimir Baranowski, gdy pracował w zakładach Nobla, gdzie m.in. ulepszył działa systemu Gatlinga. Obejrzawszy 28 grudnia 1876 roku nową armatę Baranowskiego, admirał, książę Konstanty nakazał sporządzić dla niej podstawę okrętową. Pierwsze zamówienie na 10 dział dla marynarki złożono 25 kwietnia 1878 roku, a w 1882 przyjęto ją oficjalnie na wyposażenie. W 1899 na wyposażeniu marynarki było ich 60, w 1901 – 125. Podstawy do dział wytwarzała fabryka braci Baranowskich i zakłady metalowe w Sankt-Petersburgu, a same działa Zakłady Obuchowskie. Wyprodukowano 148 dział dla marynarki, 60 w wersji górskiej i 6 – lekkiej artylerii konnej.
Po raz pierwszy armat tych użyto doświadczalnie podczas wojny rosyjsko-tureckiej w latach 1877–1878, gdy sformowano z nich sześciodziałową baterię konną. Łuski nabojów wówczas okazały się wrażliwe na uszkodzenia mechaniczne. Podczas badań zwróconej uszkodzonej amunicji w 1879 roku nastąpił wybuch, w którym zginął Baranowski, co spowodowało zahamowanie rozwoju tego systemu dla wojsk lądowych.
Armaty Baranowskiego znajdowały się na wyposażeniu okrętów floty carskiej. Na części z nich mogły być montowane na podstawie morskiej, a na części były przenoszone tylko z lawetami kołowymi do użytku lądowego (np. krążownikach typu Diana). Przykładowo, krążowniki typu Diana przenosiły dwie armaty z zapasem 1440 nabojów, a mniejsze jednostki, jak kanonierka Koriejec – jedną. Załogę działa na okręcie stanowiło czterech ludzi. Każda kompania desantowa wyposażona była w dwie armaty Baranowskiego i jeden wóz amunicyjny. Obsługa na lądzie składała się z 19 ludzi: dowodzącego podoficera, dwóch dowódców armat, ośmiu ludzi do ciągnięcia działa i ośmiu do ciągnięcia wózka amunicyjnego.
Działa używane były przez oddziały desantowe rosyjskich okrętów podczas powstania bokserów. Dwie takie armaty miał rosyjski kontyngent wchodzący w skład ekspedycji Seymoura, kolejne dwa były na wyposażeniu oddziałów, które w czerwcu ruszyły na pomoc oblężonym w Pekinie. Też w trakcie tego powstania oddział z kanonierki „Otważnyj” z armatą Baranowskiego uczestniczył w obronie Yingkou.
W czasie wojny rosyjsko japońskiej w działa Baranowskiego wyposażona była m.in. obrona Wysp Komandorskich. Armaty wykorzystywano też w obronie Port Artura – według stanu na 17 czerwca 1904 roku w twierdzy było ich 24, a w czasie walk dalsze zdejmowano z okrętów dla wzmocnienia obrony lądowej, np. z pancernika „Siewastopol” (6 dział). Także oddziały piechoty morskiej we Władywostoku miały 8 dział na stanie. Działania wojenne wykazały jednak nikłą przydatność tych armat i w latach 1907–1908 zostały wycofane z uzbrojenia marynarski i zdane na złom.